# Thomas Markle
Thomas Wayne Markle, Sr. (Newport, Pensilvania; 18 de julio de 1944), es un director estadounidense retirado de fotografía e iluminación. Recibió un Emmy por su trabajo en el programa Made in Chicago en 1975 y compartió dos Daytime Emmy Awards por su trabajo en la telenovela Hospital General, en 1982 y 2011. Es más conocido por ser el padre de Meghan de Sussex, fruto de su segundo matrimonio con Doria Ragland.

## Primeros años
Nacido y criado en Newport, Pensilvania, fue hijo de Doris May Rita (nacida Sanders; 1920-2011) y Gordon Arnold Markle (1918–1982). Su madre era de Nuevo Hampshire y su padre de Pensilvania. Tiene dos hermanos, Frederick y Michael Markle.

## Carrera
Markle trabajó como director de iluminación en el canal 11 en los 70s. En 1975, recibió un premio Emmy por sus logros individuales por su trabajo diseñando la iluminación en el programa Made en Chicago.  Trabajó en las series de televisión General Hospital y Married... With Children. convirtiéndose en director de fotografía.

### Distinciones
En 1982, Markle fue uno de los receptores de un Emmy por General Hospital, y en 2011, compartió su segundo Emmy con Vincent Steib en la misma serie. Fue nominado a los mismos premios en siete ocasiones.

## Vida personal

### Matrimonios y descendencia
Markle se casó con la estudiante y secretaria, Roslyn Loveless en 1964; se conocieron en la Universidad de Chicago. Tiene dos hijos con ella, Samantha (1964) y Thomas Markle Jr. (1966). Markle y Loveless se divorciaron en 1975.
Se casó con Doria Ragland en Hollywood (Los Ángeles) el 23 de diciembre de 1979. Tuvieron una hija en 1981, Rachel Meghan Markle (conocida con su segundo nombre), quien más tarde se convertiría en Meghan de Sussex. Su matrimonio con Ragland terminó en divorcio en 1987 o 1988. Markle no asistió a la boda de su hija.
Por parte de sus hijos Markle tiene siete nietos. Tres de su hija Samantha, dos de su hijo Thomas Jr. y dos de su hija Meghan.

### En el foco de la prensa
Markle ganó 750.000 dólares estadounidenses en la Lotería del estado de California en 1990, pero se gastó todo el dinero y en 2016 afirmó que estaba en bancarrota con una deuda de más de 30.000 dólares.
En 2018, fue el centro de especulación por parte de la prensa sobre si asistiría a la boda de su hija Meghan con el príncipe Enrique, en la Capilla de San Jorge (Castillo de Windsor). No asistió al haber estado recuperándose de una reciente cirugía.
En mayo de 2018, unos días antes de la boda, Markle fue el centro de controversia al descubrirse que había posado para un paparazzi a cambio de dinero. Su hija mayor, Samantha, admitió haber tenido la idea, sin embargo, negó que lo hubieran hecho por dinero sino «para enseñarle al mundo que [él] se estaba poniendo en forma y haciendo cosas geniales». Markle admitió haberle mentido a Enrique sobre las fotos. En junio de 2018, apareció en el programa británico Good Morning Britain en el que hablaba de su relación con Meghan y su marido. En otra entrevista en The Mail on Sunday en julio de 2018, Markle dijo que su hija «no [sería] nada sin mí. Yo la hice la duquesa que es hoy». Sus continuas entrevistas pagadas han, según han sido informados los medios, dañado su relación con su hija, con la que no se habla desde el día de la boda.